# Pearl Django

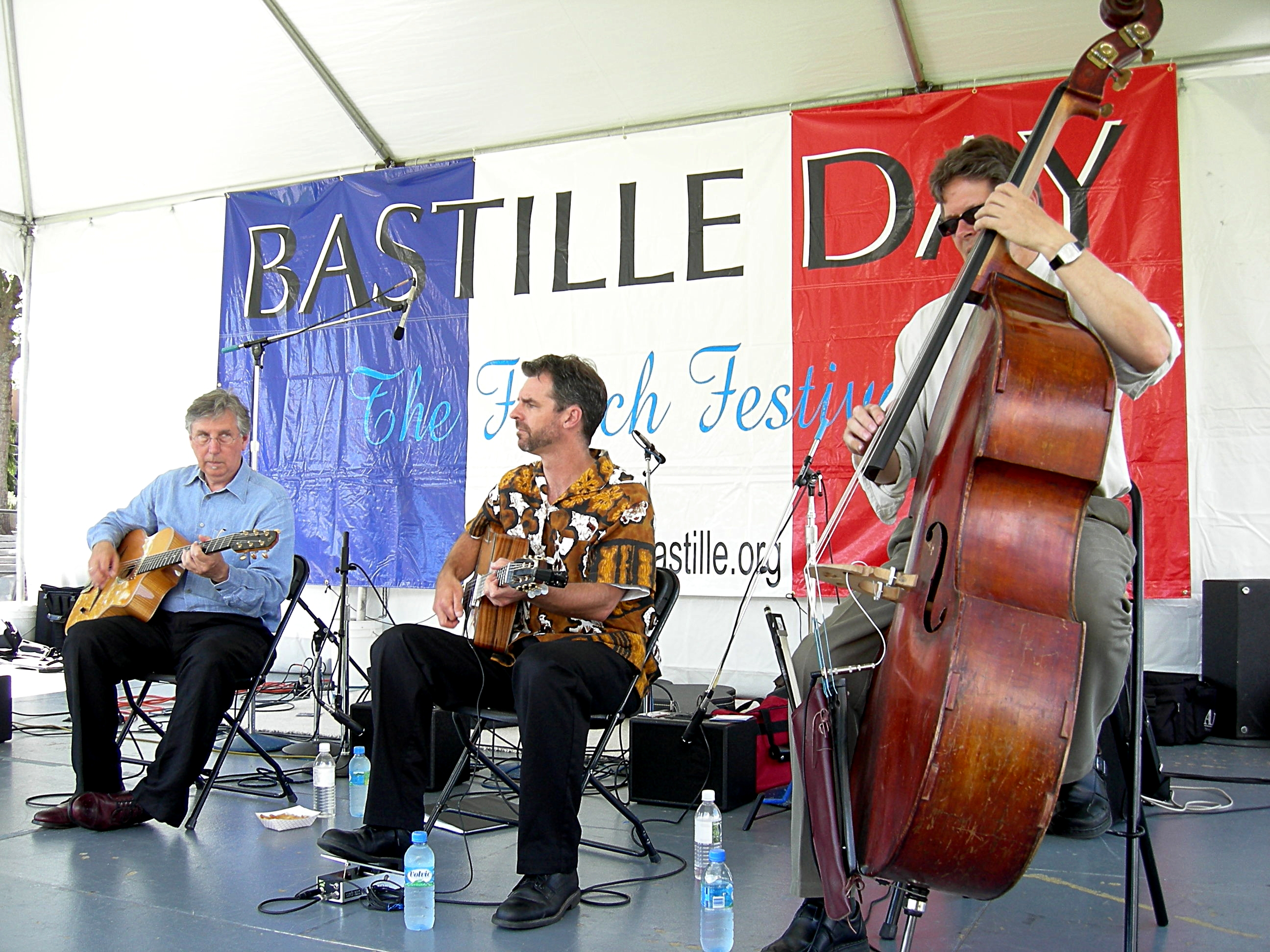
Pearl Django au Bastille Day Seattle 2008

Pearl Django est un groupe de jazz manouche américain, formé en 1994 par Neil Andersson, Dudley Hill et David « Pope » Firman à Tacoma (Washington, États-Unis). À l'origine un trio, il est devenu au cours des ans un groupe à géométrie variable dont les membres changent constamment.

## Discographie
- 1999 : Souvenirs (Michael Gray & Pearl Django)
- 1999 : Mystery pacific
- 1997 : New metropolitan swing
- 2000 : Avalon
- 2002 : Under Paris skies
- 2003 : Swing 48
- 2005 : Chasing shadows
- 2007 : Modern times
- 2007 : Malibu manouche (Neil Andersson)
- 2010 : Hotel New Yorker Modern (Compilation 1995-1999)
- 2010 : Système D
- 2012 : Eleven
- 2015 : Time Flies
- 2017 : With friends like these
- 2019 : Pearl Django Live
- 2020 : Simplicity